# Мауріціо Маннеллі
Мауріціо Маннеллі (італ. Maurizio Mannelli, 1 січня 1930 — 24 травня 2014) — італійський ватерполіст.
Бронзовий призер Олімпійських Ігор 1952 року.